# Monte Aloia
Il monte Aloia (o Monte Aloya) è una montagna alta 629 metri situata nel sud della provincia di Pontevedra, nella comunità autonoma della Galizia, in Spagna. 

## Descrizione

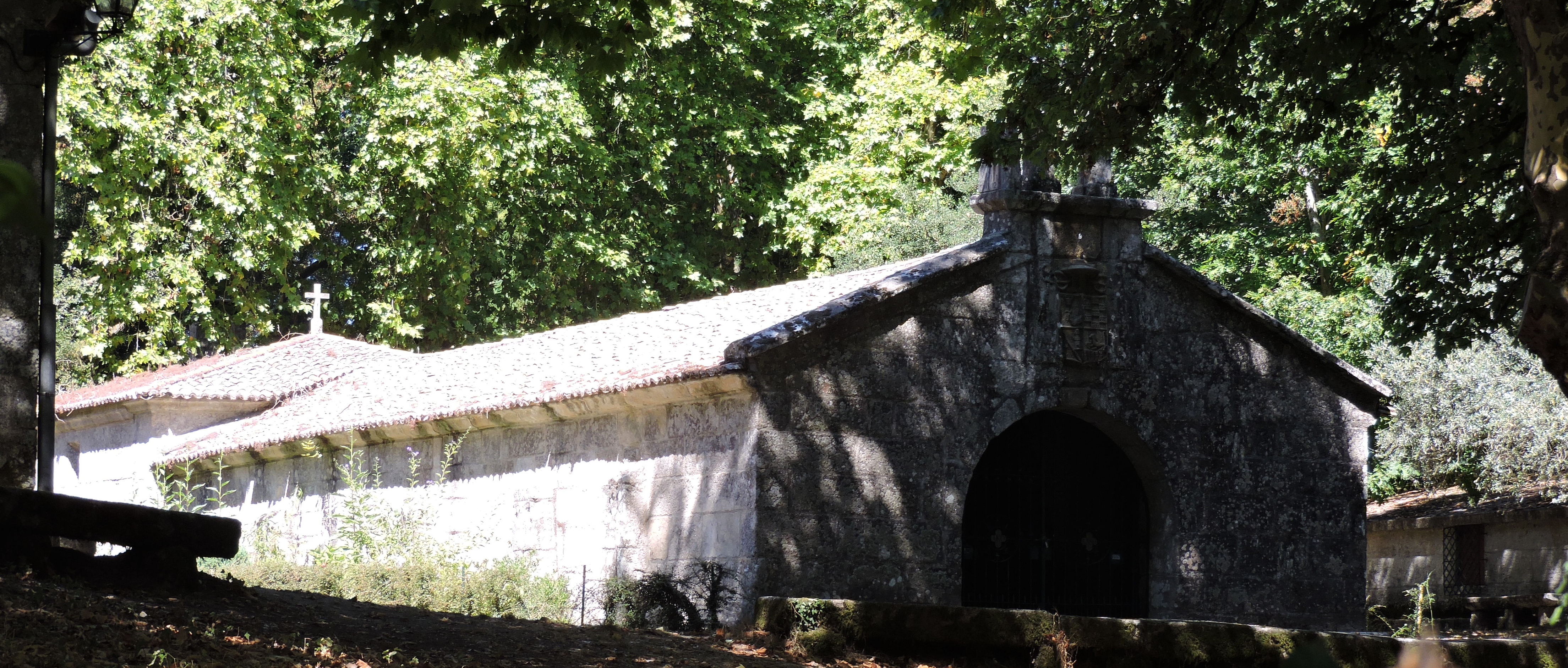
Ermita de San Xiao

La montagna si trova nei pressi della città di Tui e appartiene alla Sierra de Galiñeiro e culmina con un'area quasi pianeggiante chiamata Alto de San Xiao, che domina visivamente il basso corso del Miño. Nella zona nel 1713 fu costruito un eremitaggio dedicato a San Xiao'' (cioè San Giuliano). Il luogo era però gia precedentemente meta di pellegrinaggi. Attorno al complesso religioso si trovano grandi esemplari di querce e castagni, alcuni dei quali contemporanei alla costruzione degli edifici. Sul punto culminante della montagna si trova invece una alta croce di vetta costruita per commemorare l'Anno Santo del 1900.

## Ambiente
Il suolo della montagna è a reazione acida e in genere poco profondo. A tratti il substrato granitico emerge in superficie; questi affioramenti rocciosi rappresentano un elemento caratterizzante del paesaggio della zona. Sul monte Aloia il 4 dicembre 1978 venne istituito un parco naturale, il primo della Galizia, che copre un'area di 746 ettari. A partire dal 2004 la zona è stata anche riconosciuta come SIC, anche per tutelare la notevole biodiversità presente. La vegetazione è principalmente costituita da piantagioni di conifere e di cespuglieti. Grande importanza ha avuto l'attività di riforestazione messa in atto nel XX secolo. Attorno al monte sono presenti varie vestigia della cultura castrense (età del ferro) e vari elementi di interesse etnografico come ad esempio numerosi antichi mulini.

## Accesso alla cima

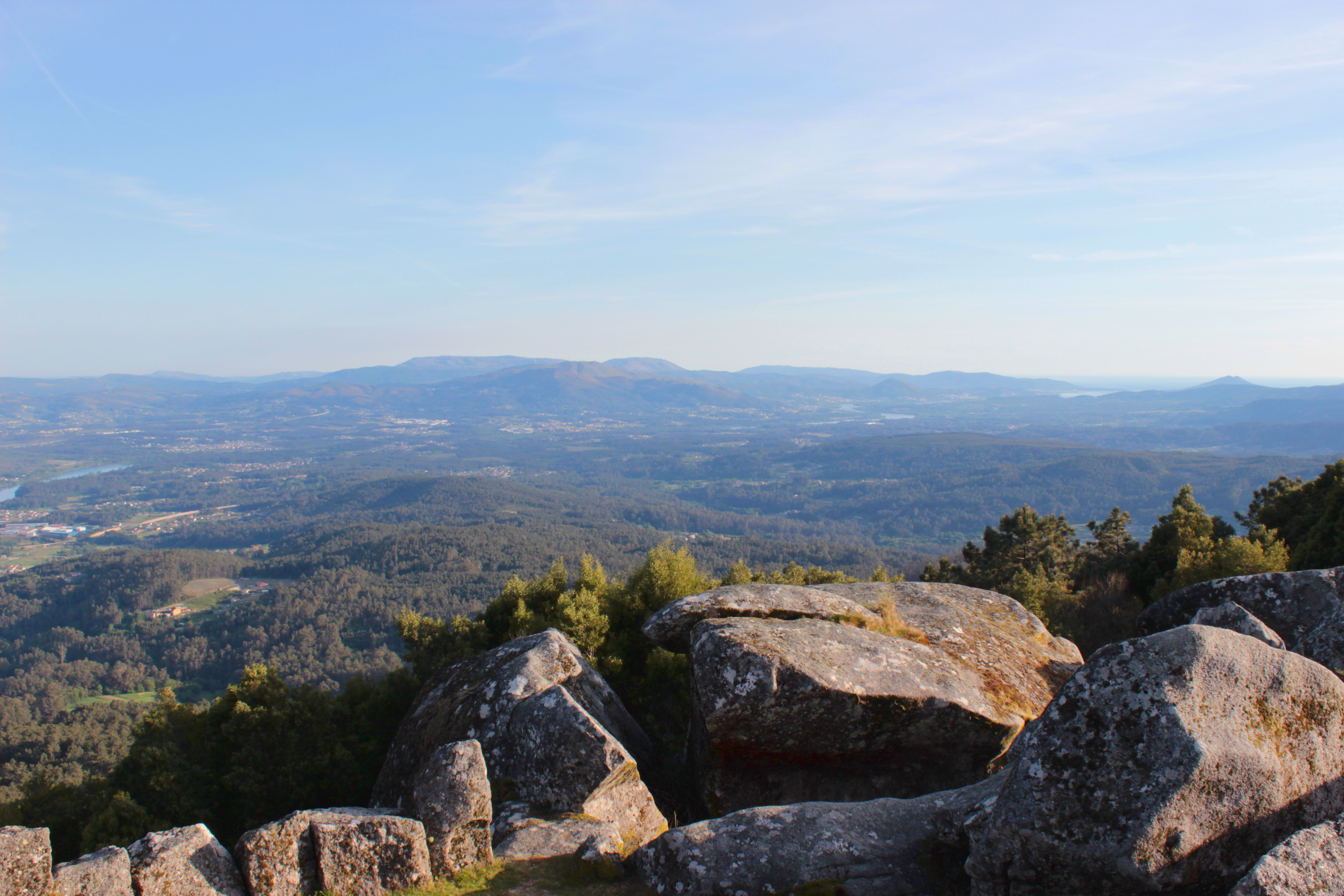
Panorama dal Monte Aloia

La cima della montagna si può facilmente raggiungere grazie a un sentiero pedonale che parte da un'area di posteggio nei pressi dell'eremitaggio. Nella zona sono possibili anche molte altre escursioni su sentieri manutenuti dal parco.